# Anna Pfeffer
Anna Pfeffer (ur. 31 sierpnia 1945 w Kaposvárze) – węgierska kajakarka. Trzykrotna medalistka olimpijska.
Brała udział w trzech igrzyskach (IO 68, IO 72, IO 76), za każdym razem zdobywała medale. W 1968 zajęła drugie miejsce w kajakowych dwójkach na dystansie 500 metrów (wspólnie z Katalin Rozsnyói), w 1976 powtórzyła ten rezultat (z Klárą Rajnai). W 1972 była trzecia w jedynkach. Była czterokrotną medalistką mistrzostw świata – złotą w K-2 na dystansie 500 metrów w 1971, srebrną w 1973 – K-4 500 m oraz brązową w 1966 i 1973 w kajakowej dwójce na dystansie 500 metrów. Zdobywała medale mistrzostw Europy.